# Glossostelma ceciliae
Glossostelma ceciliae là một loài thực vật có hoa trong họ La bố ma. Loài này được (N.E.Br.) Goyder mô tả khoa học đầu tiên năm 1995.